# يوم الجينز
يقام يوم ال[دنيم] في يوم الأربعاء الأخير من شهر أبريل، وهو شهر الوعي بالاعتداء الجنسي . . وهي فعالية يتم فيها تشجيع الناس على ارتداء الدنيم (الجينز) لمكافحة إلقاء اللوم على الضحية وتثقيف المجتمع حول العنف الجنسي.  ويأتي هذا اليوم بعد محاكمة لمغتصب فتاة إيطالية، حيث تم إلقاء اللوم على الناجية في اغتصابها بسبب نوع الجينز الذي كانت ترتديه.  احتجاجًا وتضامنًا، يتم تشجيع الأفراد على ارتداء الدنيم لمكافحة فكرة أن الاغتصاب والعنف الجنسي هما خطأ أو مسؤولية الناجين.

## خلفية
في عام 1992 في مورو لوكانو ، إيطاليا ،بعد أول حصة قيادة لها، قدمت فتاة تبلغ من العمر 18 عامًا شكوى بتعرضها للاعتداء الجنسي من معلمها في القيادة.
.  وروت المراهقة كيف قادها مدرب القيادة، وهو رجل يبلغ من العمر 45 عامًا، إلى منطقة معزولة، وأجبرها على الخروج من السيارة، ونزع إحدى ساقيها بالقوة من بنطال الجينز،  وقام بإغتصب المراهقة. ثم أخبرها أنها إذا أخبرت أحدًا فسوف يقتلها.   وفور وقوع الحادث، أبلغت الفتاة والديها والشرطة. 
أُدين المغتصب وحُكم عليه بتهمة أخف وهي [التعرض غير اللائق].  استأنف الناجي الحكم مما أدى إلى إدانة لاحقة بجميع التهم. استأنف المغتصب المدان (آنذاك) أمام المحكمة العليا الإيطالية ، التي ألغت الإدانة في قرار صدر عام 1998 والذي أشار إلى أنه نظرًا لأن جينز الناجية كان ضيقًا للغاية، فلا بد أنها شاركت في الاغتصاب.  تم استخدام "ذريعة الجينز" للقول إنه بما أن الجينز كان ضيقًا جدًا، فإن الطريقة الوحيدة لخلعه هي أن تساعد الناجية مهاجمها في خلع بنطالها الجينز، مما يجعل الفعل بالتراضي .  وذكرت المحكمة العليا الإيطالية في قرارها "إنها حقيقة من التجارب السابقة أنه يكاد يكون من المستحيل خلع الجينز الضيق ولو جزئيًا دون التعاون النشط من الشخص الذي يرتديه".  اعتبارًا من عام 2008، ألغت المحكمة العليا الإيطالية النتائج التي توصلت إليها
مستوحاة من هذه الأحداث، أنشأت باتريشيا جيغانز ، المديرة التنفيذية للجنة لوس أنجلوس المعنية بالاعتداءات ضد المرأة (الآن السلام بديلًا للعنف)، يوم الدينيم في لوس أنجلوس في عام 1999.  ومنذ ذلك الحين أصبح هذا الحدث حدثًا دوليًا سنويًا يشارك فيه أكثر من 12 مليون شخص حول العالم، وفقًا لمنظمة السلام على العنف.  اعتبارًا من عام 2011، اعترفت ما لا يقل عن 20 ولاية أمريكية رسميًا بيوم الدينيم في أبريل. 
وأصبح ارتداء الجينز في هذا اليوم رمزا عالميا للاحتجاج على مثل هذه المواقف بشأن الاعتداء الجنسي.